# Adolphe de La Marck
Adolphe de La Marck, né en août 1288, mort le 3 novembre 1344, est le 3e fils d'Eberhard II, comte de la Marck, et de Ermengarde ou Irmgard de Limbourg ou von Berg (+1294). Il est prince-évêque de Liège du 4 avril 1313 au 3 novembre 1344.

## Biographie
À l'âge de 10 ans, il devient prévôt de Saint-Martin de Worms. En 1308, il est prévôt de Saint-Séverin de Cologne, puis, en février 1310, il y devient chanoine métropolitain. Il part faire ses études à Orléans, puis est intronisé évêque de Liège par Clément V.
C'est l'un des princes les plus autoritaires de son époque et il est en lutte perpétuelle contre ses sujets. En tant qu'ecclésiastique, il prend les mêmes armes que son frère Engelbert II de La Marck, c'est-à-dire d'or à la face échiquetée de 3 tires d'argent et de gueules. 
Il signe la Paix de Fexhe en 1316 et la Paix de Jeneffe en 1330.
C'est sous son épiscopat qu'est signée la Paix des Lignages, mettant fin à la Guerre des Awans et des Waroux.
En 1343, il autorise la création du Tribunal des XXII, consacrant le principe de la responsabilité de tous les fonctionnaires publics.